# PALLAD
PALLAD — польский 40-мм гранатомёт.

## Конструкция
Представляет собой однозарядный гранатомёт.

## Варианты и модификации

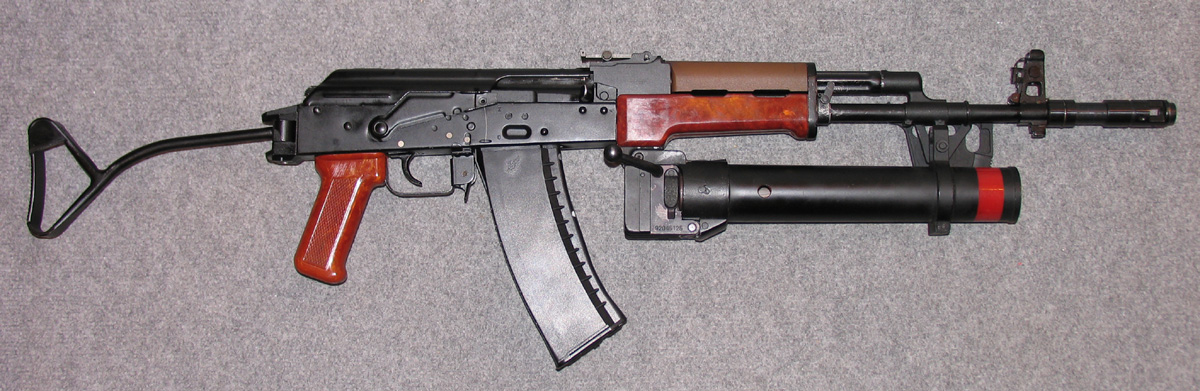
wz. 83 Pallad D

- wz. 1974 Pallad[2] — подствольный гранатомёт. Для установки на автомат Калашникова необходима замена стандартного цевья[3].
- wz. 1983 Pallad-D — стрелковый гранатомёт, оснащенный пистолетной рукоятью, складным плечевым упором и открытыми прицельными приспособлениями.

## Боеприпасы
Для стрельбы из гранатомёта применяются унитарные выстрелы 40×47 мм. Масса выстрела — 250 г.
- NGO-74 — осколочно-фугасный выстрел
- NGC-74 — осветительная граната.
- NGB-74 — учебная граната (с инертным снаряжением).

## Оружие в массовой культуре
- Фильм «Пятый элемент» — PALLAD послужил основой для оружия, с которым в начале фильма герой Матьё Кассовица безуспешно пытался ограбить квартиру Корбена Далласа (Брюс Уиллис).